# Crambomorphus grandidieri
Crambomorphus grandidieri is een insect uit de familie van de mierenleeuwen (Myrmeleontidae), die tot de orde netvleugeligen (Neuroptera) behoort. 
Crambomorphus grandidieri is voor het eerst wetenschappelijk beschreven door van der Weele in 1907.